# فرناندو خوسيه غوميز بينتو
فرناندو خوسيه غوميز بينتو هو لاعب كرة قدم أنغولي في مركز الهجوم، ولد في 7 أبريل 1969 في لواندا في أنغولا. لعب مع أونياو ليريا.

## وصلات خارجية
- فرناندو خوسيه غوميز بينتو على موقع قاعدة بيانات كرة القدم.إي يو (الإنجليزية)
- فرناندو خوسيه غوميز بينتو على موقع ناشيونال فوتبول تيمز (الإنجليزية)